# Sociedade da Grã-Ordem Kavernista Apresenta Sessão das 10
Sociedade da Grã-Ordem Kavernista Apresenta Sessão das 10 é um álbum de estúdio do cantor, compositor e produtor Raul Seixas, do cantor e compositor Sérgio Sampaio, do cantor, compositor, ator, dançarino, produtor teatral, apresentador de televisão e artista plástico Edy Star e da cantora, compositora e apresentadora de televisão Miriam Batucada, lançado em 21 de julho de 1971 pela gravadora Discos CBS e gravado entre a última semana de junho e a primeira semana de julho de 1971 nos Estúdios CBS, no Rio de Janeiro. Este disco é a segunda tentativa de Raul Seixas de iniciar uma carreira artística de sucesso, após o fracasso com o único disco lançado pelo seu primeiro grupo, já no final da Jovem Guarda. É, também, a estreia discográfica de Sérgio Sampaio, Edy Star e Miriam Batucada, embora apenas o cantor capixaba fosse continuar em uma linha próxima a deste disco.
Recolhido cerca de 2 meses após o seu lançamento, o disco não teve tempo de ter vendagens expressivas ou de receber muitas críticas da mídia especializada. Ainda assim, recebeu tratamento favorável por parte do público relacionado à contracultura brasileira da época, bem como dos críticos identificados com essa faixa do público, como o poeta Torquato Neto e o filósofo Luiz Carlos Maciel. Entretanto, com o passar do tempo tornou-se objeto de interesse cult, especialmente por contar com a participação de Raul Seixas e Sérgio Sampaio e por ter ficado mais de 20 anos fora de catálogo.

## Antecedentes

### Transição na carreira de Raul Seixas
Após o insucesso do lançamento de Raulzito e os Panteras, álbum de estreia e único disco da primeira banda de Raul Seixas, o grupo ficou trabalhando no Rio de Janeiro como banda de apoio de Jerry Adriani até meados de 1969, quando separaram-se e voltaram para a Bahia por não ter mais dinheiro para se manter na capital fluminense e pela falta de perspectivas para sua carreira artística. Raul ficou deprimido pela volta à sua terra natal, mas ela não foi duradoura. Alguns meses depois, Jerry Adriani convence o diretor da Discos CBS, Evandro Ribeiro, a contratar o amigo como produtor musical para produzir os seus discos. Assim, Raul volta ao rio para trabalhar não como artista, mas fazendo trabalho técnico para a gravadora. Logo de início, o cantor baiano emplaca composições suas em gravações de Jerry e outros artistas contratados da gravadora, como Trio Ternura, Renato e Seus Blue Caps, Tony & Frankye, Diana, e passa a assinar produções de compactos e álbuns de estúdio como "Raulzito".
Apesar do sucesso financeiro que passa a experimentar, Raul não estava contente com o tipo de música que compunha e produzia: baladas românticas - comumente classificadas como "bregas" pela crítica especializada brasileira da época - para artistas oriundos do movimento cultural brasileiro que ficou conhecido como Jovem Guarda, como Jerry Adriani e Wanderley Cardoso. Desse modo, Raul nutria, ainda, os sonhos de sucesso na carreira artística como cantor e compositor, mas sentia-se preso a um esquema financeiro de sucesso e sem alternativas. Uma primeira tentativa de dar uma guinada em sua carreira se deu com a produção de um disco para Leno lançar no início do ano de 1971. Raul e o cantor e compositor potiguar haviam se tornado amigos após se conhecerem nos corredores da gravadora, com Leno registrando em disco canções de Raul Seixas. Existia uma admiração mútua, que o cantor baiano deixaria registrada em diários e entrevistas. Nesta primeira tentativa, Raul e Leno compuseram canções que fugiam das baladas românticas que a gravadora queria lançar: canções que emulavam a última fase dos Beatles ou que remetiam ao rock psicodélico; e canções com letras existenciais ou de protesto. Entretanto, a maior parte do material teve problemas com o Serviço de Censura de Diversões Públicas (SCDP) e a gravadora resolveu abortar o projeto e lançar um compacto duplo, frustrando artista e produtor. O álbum Vida e Obra de Johnny McCartney só seria lançado no formato concebido por Leno e Raul no ano de 1995, de forma independente, pelo primeiro.

### Montagem do grupo

#### Sérgio Sampaio
No final de 1970, Sérgio Sampaio morava no Rio de Janeiro com o irmão, Dedé Caiano, e passava os dias procurando formas de iniciar sua carreira artística, após ter largado o trabalho como locutor de rádio. Assim, frequentando rodas de compositores novatos, Sérgio conhece Odibar, parceiro do cantor pernambucano Paulo Diniz em um dos grandes sucessos daquele ano, "Quero Voltar pra Bahia", e o compositor, ao ver a habilidade de Sampaio no violão, convida-o para acompanhá-lo em um teste na gravadora Discos CBS. Ao chegarem na gravadora, Raul recebe ambos e pede para que Odibar apresente suas músicas. O produtor baiano não gostou muito das composições de Odibar e Sérgio pediu uma oportunidade para mostrar uma composições suas, tocando "Chorinho Inconsequente" e "Coco Verde". Raul ficou muito impressionado com a qualidade do material e pediu para que Sérgio retornasse no dia seguinte. Em janeiro de 1971, o compositor capixaba já estaria contratado pela gravadora e assinaria diversas parcerias com Raul, Mauro Motta - ex-membro de Renato e Seus Blue Caps e também produtor da Discos CBS - e Ian Guest - arranjador da gravadora - em discos do Trio Ternura ("Sol 40 Graus", um sucesso do conjunto naquele ano, e "Vê se Dá um Jeito Nisso"), de José Roberto ("Amei Você um Pouco Demais"), e de Tony & Frankye ("Hoje É Quarta-Feira").
Desse modo, com o naufrágio do projeto da produção de um álbum para Leno e o aparecimento de Sampaio, Raul começou a afastar-se um pouco do cantor potiguar e a tornar-se um grande amigo do compositor capixaba. O primeiro projeto dos dois foi a gravação de um compacto para Sampaio. Assim, em março sairia o compacto com "Coco Verde" e "Ana Juan", produzidas por Raul, com arranjos de Ian Guest, e contando com músicos de Renato e Seus Blue Caps - além do irmão de Sampaio, Dedé Caiano, no coro. Catapultada pelas conexões de Sampaio nas rádios devido ao seu trabalho anterior como locutor, o lado A tornaria-se em um moderado sucesso naquele ano. Logo após, Sérgio e seu irmão voltariam para sua cidade natal para participarem do II Festival de MPB de Cachoeiro de Itapemirim, onde levariam o prêmio principal com "Pequeno Mistério (Little Mistery)". Na volta ao Rio, Raul conta para Sérgio de seus planos de lançar um álbum conceitual, nos moldes de Sgt. Pepper's Lonely Hearts Club Band, dos The Beatles; de Freak Out!, do The Mothers of Invention; e de Tropicalia ou Panis et Circencis, de Caetano Veloso, Gal Costa, Gilberto Gil, Nara Leão, Os Mutantes e Tom Zé.

#### Edy Star
Em 1970, Edy ainda não utilizava o nome artístico "Edy Star" e era mais conhecido como ator, apresentador de televisão e artista plástico no Nordeste, do que cantor, apesar de já ter defendido a canção "Dia Cheio de Ogum", do compositor Capiba, no festival O Brasil Canta no Rio (que foi lançada em um LP, em 1969). Entretanto, quando resolveu cobrar salários atrasados no ar durante o programa que apresentava e produzia na TV Itapoan, de Salvador, Edy foi despedido. Neste dia, encontrou Raul Seixas - um velho amigo, colega do programa de rádio Só para Mulheres, produzido por Waldir Serrão e apresentado pelo radialista Pacheco Filho, na Rádio Cultura - em um bar próximo e ele ofereceu-lhe um contrato com a gravadora na qual ele havia se tornado produtor. Em alguns meses, Edy já gravaria e lançaria um compacto com "Aqui É Quente, Bicho", do próprio Raul Seixas, e "Matilda", uma versão de Leno para o sucesso de Harry Belafonte.
Raul via em Edy alguém debochado, com presença de palco e muitas ideias, além de gostos musicais em comum - ambos foram membros do Elvis Club Rock, em Salvador, por exemplo. Logo, quando Raul e Sampaio resolveram montar um grupo para tocar o novo projeto do primeiro para dar uma guinada em sua carreira artística, Edy foi o primeiro nome que Raul sugeriu.

#### Miriam Batucada
Miriam vivia uma fase de transição da sua carreira no início da década de 1970. Após um bom início de carreira na RecordTV, no ano de 1966, quando apresentou-se diversas vezes nos programas de Blota Júnior, Sônia Ribeiro e Hebe Camargo, além de ter se tornado uma atração permanente no programa de Ronnie Von, juntamente com Os Mutantes. Ficou famosa como uma espécie de "show-woman": fazia imitações, contava "causos" e piadas, e cantava e tocava instrumentos musicais. Iniciou sua carreira de cantora ainda em São Paulo, pela pequena gravadora Rozenblit, no ano seguinte. Então, procurando prosseguir com a carreira de cantora, mudou-se para o Rio de Janeiro onde chegou a lançar um compacto duplo pela Odeon Records e a realizar diversas apresentações, mas não conseguiu emplacar uma carreira de sucesso. Uma revista da época chegaria a publicar que ela e Ronnie Von não tinham talento algum, sendo apenas "invenções da Record".
Entretanto, foi numa apresentação no Rio de Janeiro, em 1970 - na Boate Drink, de Djalma Ferreira -, que Batucada causou boa impressão em um jovem artista baiano que havia chegado naquele ano ao Rio: Edy. Após recrutarem o ator e cantor, Raul e Sampaio queriam uma voz feminina para o grupo e pensaram em chamar Diana - então namorada de Odair José - ou Lilian - da dupla com Leno. Ambas foram descartadas pela linha romântica que seguiam. Outra cogitada foi a cantora piauiense Lena Rios, em começo de carreira, e que viria a defender uma canção composta por Raul no Festival Internacional da Canção 1972, "Eu Sou Eu, Nicuri É o Diabo". Após recusarem esta última também, Edy sugeriu a cantora que o havia impressionado na Boate Drink, Miriam. Quando Batucada apareceu, os três já a apelidaram de Doutor Silvana, por causa dos grandes óculos. Em seguida, sua voz rouca e suas respostas bem-humoradas às perguntas do trio garantiram ela no conjunto.

## Produção

### Concepção do álbum
"Tudo o que queríamos era o caos, a desafinação total"

Sérgio Sampaio

"deitado, vidrado, Aleluia!"
"tartarugas voadoras ameaçam o céu da minha terra"
(trecho de música censurada)

Edy Star
O disco foi concebido através das contribuições centrais de Sampaio e Seixas. Raul buscava um trabalho anárquico e iconoclasta, que arrasasse com todas as convenções musicais e sociais vigentes. Sérgio, por sua vez, queria um disco que "fedesse", que "desse nojo", enfim, um álbum que fizesse com que as pessoas se sentissem realmente incomodadas com ele. Assim, ambos viam um no outro o parceiro ideal para concretizar essa ideia: a de um disco conceitual brasileiro, que misturasse influências de música nacional e estrangeira, sacudindo o conformismo do cenário musical brasileiro. Cada detalhe do álbum deveria desafiar qualquer padrão de bom gosto. Então, inicialmente, em reuniões no apartamento de Raul Seixas, os quatro buscaram selecionar repertório para o disco. A ideia inicial era que cada um cantasse duas músicas sozinhos e que mais uma ou duas canções fossem cantadas por todos em conjunto. Nessas mesmas reuniões chegaram ao nome do grupo porque discutiam muito sobre como seria o mundo depois de uma guerra nuclear: todos voltariam às raízes, isto é, a viver nas cavernas.

Rinoceronte III (música censurada)
"Ahpate, ahpateado"
"Gosgordo, gosgordura"
"Urrantes, urrantejoulas (...)"
"Atribo, atribovina"

Raul Seixas
Assim, começaram a compor na parte da tarde e a mandar as canções para serem analisadas pelo Serviço de Censura de Diversões Públicas (SCDP), uma obrigação para que as canções pudessem ser lançadas em disco. Entretanto, as músicas começaram a ser vetadas, ou pelo uso de palavras que remetiam à fantasia - e que eram classificadas como "indutivas ao uso de LSD", ou pelo uso de palavras consideradas difíceis pelos censores - que consideravam que elas poderiam conter "mensagens ocultas ou metáforas". Ou, ainda, os funcionários do serviço de censura passaram a rejeitar sistematicamente qualquer canção que viesse assinada por Edy: assim, o relações públicas da gravadora pediu para que eles não mandassem mais nenhum material assinado por ele. Logo, devido a estes contratempos com o repertório, Sérgio e Raul tiveram que resgatar coisas mais antigas, como "Chorinho Inconsequente" e "Sessão das Dez"; além de incluirem "Soul Tabarôa", da dupla Antônio Carlos e Jocáfi, que foi feita às pressas a convite de Miriam. Isto acabou por desfigurar o projeto inicial, ficando a versão final com duas músicas interpretadas por cada um, mais três canções cantadas em conjunto por Raul e Sérgio.

### Gravações
As gravações iniciaram-se na última semana de junho nos Estúdios CBS que, desde meados de 1970, dispunha de uma mesa de 8 canais, e acabaram na primeira semana de julho, durando menos de 15 dias. Os arranjos mais elaborados ficaram por conta de Ian Guest e foram utilizados músicos de Renato e Seus Blue Caps e de Lafayette e seu Conjunto. Assim, tocaram Renato Barros, na guitarra; Paulo César Barros, no baixo; Lafayette, no órgão Hammond B-3; e Tony Pinheiro, na bateria. Além deles, Raul tocou guitarra em várias partes do disco e, ainda, baixo na canção "Dr. Paxeco"; Sérgio tocou seu violão; e um regional de choro participou da gravação de "Sessão das Dez". No coro estavam Luiz Carlos Ismail - que fazia esta função nos discos de Roberto Carlos, Leno e alguns dos Golden Boys e dos membros de Renato e Seus Blue Caps.

### Capa
A capa do disco traz os quatro kavernistas em uma foto em frente à tela-palco do Cinema Império, localizado na capital fluminense. Os quatro estão fantasiados: Raul veste calças jeans e camiseta com franjas e usa uma bolsa de juta e um medalhão com um símbolo hippie no pescoço, estando trajado de "ripimpé" (corruptela de "Hippie em pé", citado em vinheta no disco); Miriam utiliza um uniforme idêntico ao da supergirl, com capa e minissaia, fantasiada de "super-mulher"; Sérgio veste uma camiseta da Seleção Brasileira de Futebol, estando trajado de "homem do povo"; e Edy utiliza um casaco de lamê - emprestado por Leno - e uma faixa escrita "astro do ano", fantasiado de "cantor de sucesso". O desenho ao fundo, de autoria de Edy, traz escrito o nome do disco desenhado em um tom de vermelho para lembrar sangue escorrendo: as provas da capa voltaram várias vezes à gráfica, porque Raul desaprovava o tom de vermelho. A contracapa conta com um mosaico de fotos dos artistas sobrepostas a desenhos e legendas, juntamente com as informações técnicas.

## Resenha musical
O disco inicia com Edy anunciando "o maior espetáculo da terra", em tom circense. Então, entra "Êta Vida" que utiliza-se de um otimismo inocente para ironizar a alienação do cidadão carioca ("São Sebastião do Rio / tudo aqui é genial / tem Maracanã domingo / pagamento a prestação"). Em seguida, temos a seresta de "Sessão das Dez" que satiriza os antigos cantores de "vozerão" - que faziam sucesso antes da bossa nova. Assim, Edy canta imitando, sucessivamente, Orlando Silva e Nelson Gonçalves. Raul e Sérgio dividem novamente os vocais em "Eu Vou Botar pra Ferver", espécie de "baião-rock", e, em seguida, Sérgio canta "Eu Acho Graça", dele mesmo. Então, temos a primeira participação de Miriam em "Chorinho Inconsequente", que fala sobre o não-pertencimento de Sérgio ao cenário musical do Rio, falando em "patota da Tijuca", o bairro onde, ainda adolescentes, Erasmo, Roberto, Jorge Ben e Tim Maia se conheceram. A música é pontuada por uma guitarra distorcida e lembra bastante Os Mutantes. Fechando o lado A, "Quero Ir", um xote falando de saudades da terra natal, com ecos autobiográficos de Raul e Sérgio ("O sol daqui é pouco / o mar é quase nada / a rua não tem fim / Eu volto pra Bahia / ou pra Cachoeiro de Itapemirim").

"Lá vai o nosso herói, Dr. Paxeco, com sua careca inconfundível, a gravata e o paletó, misturando-se às pessoas da vida
Lá vai Dr. Paxeco, o herói dos dias úteis, misturando-se às pessoas que o fizeram"

Edy Star
O lado B abre com a única música não composta por nenhum dos quatro no disco, "Soul Tabarôa", da dupla baiana Antônio Carlos e Jocáfi, traz Miriam cantando um xaxado sobre uma cantora inocente do interior que vai para os Estados Unidos virar cantora e dançarina de "soul musics". Em seguida, vem "Todo Mundo Está Feliz", espécie de soul pop com Sérgio cantando e que surgiu a partir de um refrão inventado por Edy que os quatro cantavam quando tinham uma música vetada pela Censura. A letra da canção é uma crítica à alienação e ao conformismo da população brasileira com o milagre econômico. Então, começa "Aos Trancos e Barrancos", o único samba composto e gravado por Raul Seixas em toda a sua carreira. Na sequência, Edy canta "Eu Não Quero Dizer Nada", de Sampaio e com Lafayette no órgão Hammond B-3, uma ironia com a censura que não teria razões para vetar essa música que não queria dizer nada. Por último, entra o acid rock "Dr. Paxeco", de Raul Seixas e no qual ele toca todos os instrumentos, com exceção da bateria. Ela inicia com um discurso de Edy, sendo uma sátira aos burocratas engravatados inspirada na figura de Evandro Ribeiro, o presidente da gravadora. Então, a última vinheta traz o público vaiando e pedindo o dinheiro de volta, até o encerramento com o som de uma descarga de latrina.

## Recepção

### Lançamento
O disco foi lançado em Long Play em 21 de julho de 1971 pela gravadora Discos CBS, tendo sido enviadas as costumeiras cópias para rádios e imprensa. Seixas aproveitou uma viagem de Evandro Ribeiro, o presidente da gravadora, aos Estados Unidos para cuidar dos preparativos da gravação do disco anual de Roberto Carlos e deu ordens para o lançamento do álbum. Algumas músicas começaram a tocar nas rádios e o grupo preparava um show para o disco a estrear no Teatro Tereza Rachel que devia contar, também, com uma versão para "Vapor Barato", famosa na voz de Gal Costa naquele ano. Entretanto, foram surpreendidos por um telegrama de Evandro Ribeiro, vindo dos Estados Unidos com os dizeres: "What is this?", referindo-se ao disco. Alguns dias depois, o próprio Evandro Ribeiro voltou e chamou Raul, Sérgio e Edy para uma reunião na sua sala. Nesta reunião, o presidente da gravadora deixou claro que não entendeu o disco e que não havia gostado dele, especialmente por Raul constar como um dos artistas, e não apenas o produtor. Além disso, ele deixou claro que a Discos CBS era uma gravadora de música popular, e não de músicas experimentais ou intelectuais. E que se eles desejassem fazer aquele tipo de música, deveriam se mudar para a Philips.
Depois do recolhimento do disco, ainda seria lançado um compacto em novembro daquele ano com "Todo Mundo Está Feliz" e "Chorinho Inconsequente", mas sem fazer menção à "sociedade", utilizando-se apenas dos nomes de Sérgio e Miriam.

### Fortuna crítica
| Críticas profissionais | Críticas profissionais |
| Avaliações da crítica  | Avaliações da crítica  |
| Fonte                  | Avaliação              |
| ---------------------- | ---------------------- |
| O Pasquim (1971)       | Favorável              |
| Última Hora (1971)     | Favorável              |

O disco teve uma carreira curta devido ao recolhimento, tendo ficado entre 1 e 2 meses disponível no mercado. Isto não só prejudicou as vendagens como, também, a análise crítica do material. Sendo assim, a grande maioria dos críticos de música em atividade na época ignorou o lançamento do álbum. As únicas exceções foram o poeta piauiense Torquato Neto, em sua coluna no jornal Última Hora, do Rio de Janeiro, e o filósofo Luiz Carlos Maciel, que escrevia para o semanário brasileiro O Pasquim. Logo, é possível perceber que o disco teve alguma carreira - ainda que curta - entre divulgadores da contracultura brasileira.
Maciel elogiou o trabalho por não se levar a sério, dizendo que o disco diverte o ouvinte com suas críticas bem-humoradas à vida dos migrantes na cidade do Rio de Janeiro. Torquato Neto inicia dizendo que a crítica especializada ainda não havia ouvido o disco como deveria, e que Maciel em sua coluna havia demonstrado ter entendido a jogada dos meninos. Além disso, defendia que as músicas eram promissoras para as paradas de sucessos, tendo algumas músicas já tocado, inclusive, nas rádios. Uma reportagem não assinada no jornal O Globo, ainda, utilizava-se de uma entrevista com os quatro kavernistas para afirmar que "eles fizeram um disco para dizer absolutamente nada".

### Relançamentos
Depois de muito tempo condenado ao ostracismo por ter ficado fora de catálogo, em 1995 o disco voltou às lojas no formato CD numa edição limitada do selo independente Rock Company, com o apoio do fã-clube oficial de Raul Seixas, e com uma tiragem minúscula, em um trabalho quase artesanal. Depois, em 2000, a Sony - herdeira de todo o catálogo da Discos CBS - relançou o disco em uma edição muito criticada pelo material não ter passado por remasterização e por não trazer as letras nem a contracapa original com a ficha técnica e diversas fotos dos integrantes do grupo. Ainda, em 2010, a Sony realizou uma remasterização do material e lançou uma nova edição, procurando emular a arte do vinil original, com encarte contendo letras e as artes de capa e contracapa - dentro da série Caçadores de Música - muito elogiada pelo resultado final. Finalmente, em julho de 2018, a Polysom anunciou que estava finalizando um trabalho para relançar o álbum em formato Long Play, a partir do mês seguinte. A edição conta com a arte original e foi prensada em vinil de 180 gramas, tendo sido elogiada.

## Legado
Como o disco foi recolhido algum tempo após ter sido lançado, um dos modos que Raul Seixas e Sérgio Sampaio encontraram de promovê-lo na memória do público foi através de histórias e lendas que geravam curiosidade em relação ao trabalho e, ao mesmo tempo, fixavam a imagem de ambos os artistas como marginais e membros da contracultura. Assim, muitas histórias inverídicas cercam este disco, como: que porteiros e pessoas escolhidas a esmo na rua foram trazidas para gravarem coros; ou que uma harpa egípcia foi mandada trazer de São Paulo apenas para tocar um único acorde em uma única música; ou que o disco havia sido gravado em segredo, às escondidas, à noite, sem que ninguém da Discos CBS soubesse; ou que seu custo foi altíssimo, em torno de 24 milhões de cruzeiros; ou, ainda, que Raul foi despedido da gravadora por causa desse trabalho. Estas diversas lendas foram sendo desacreditadas ao longo dos anos, mesmo porque algumas são muito inverossímeis. Ainda, o único remanescente dos kavernistas, Edy Star, desmentiu-as diversas vezes em entrevistas ao longo dos anos. O principal fato é que Raul não foi demitido por causa do disco. Ele viria a produzir diversos discos para aquela gravadora ainda, como, por exemplo, um compacto de Miriam Batucada - com as músicas "Diabo no Corpo", de Sérgio Sampaio, e Gente, de Aluízio Machado - e o álbum autointitulado de estreia de Diana.
Com o passar dos anos, o disco acabou se tornando objeto de interesse cult por ter ficado quase 30 anos fora de catálogo e pela participação de Raul Seixas e Sérgio Sampaio. A partir do final da década de 2000, o álbum passou a ser resgatado na memória popular, especialmente com a volta de Edy Star para o Brasil que culminaram em apresentações dele na Virada Cultural Paulista tocando este álbum na íntegra.

## Faixas
Faixas e créditos de autoria e de interpretações dados pelo Discogs.
| Lado A |                                                          |                              |         |  |
| N.º    | Título                                                   | Compositor(es)               | Duração |  |
| 1.     | "Êta Vida" (Raul Seixas e Sérgio Sampaio)                | Raul Seixas / Sérgio Sampaio | 2:28    |  |
| 2.     | "Sessão das Dez" (Edy Star)                              | Raul Seixas                  | 2:44    |  |
| 3.     | "Eu Vou Botar pra Ferver" (Raul Seixas e Sérgio Sampaio) | Raul Seixas / Sérgio Sampaio | 2:25    |  |
| 4.     | "Eu Acho Graça" (Sérgio Sampaio)                         | Sérgio Sampaio               | 2:49    |  |
| 5.     | "Chorinho Inconsequente" (Miriam Batucada)               | Edy Star / Sérgio Sampaio    | 1:56    |  |
| 6.     | "Quero Ir" (Raul Seixas e Sérgio Sampaio)                | Raul Seixas / Sérgio Sampaio | 2:20    |  |

| Lado B         |                                                                    |                                                           |         |  |
| N.º            | Título                                                             | Compositor(es)                                            | Duração |  |
| 1.             | "Soul Tabarôa" (Miriam Batucada)                                   | Antônio Carlos e Jocáfi                                   | 2:44    |  |
| 2.             | "Todo Mundo Está Feliz" (Sérgio Sampaio)                           | Sérgio Sampaio                                            | 2:56    |  |
| 3.             | "Aos Trancos e Barrancos" (Raul Seixas)                            | Raul Seixas                                               | 2:27    |  |
| 4.             | "Eu não Quero Dizer Nada" (Edy Star)                               | Sérgio Sampaio                                            | 3:06    |  |
| 5.             | "Dr. Paxeco" (Raul Seixas)                                         | Raul Seixas                                               | 3:11    |  |
| 6.             | "Finale" (Raul Seixas, Sérgio Sampaio, Edy Star e Miriam Batucada) | Raul Seixas / Sérgio Sampaio / Edy Star / Miriam Batucada | 0:29    |  |
| Duração total: | Duração total:                                                     | Duração total:                                            | 29:35   |  |

## Créditos
Créditos dados por Rodrigo Moreira.

### Músicos
- Coro: Luiz Carlos Ismail, Leno e membros de Golden Boys e de Renato e Seus Blue Caps
- Guitarra: Renato Barros e Raul Seixas
- Violão: Sérgio Sampaio
- Baixo: Paulo César Barros e Raul Seixas (faixa 11)
- Órgão Hammond B-3: Lafayette Coelho Varges Limp
- Bateria: Tony Pinheiro
- Participação de um grupo regional de choro não identificado na faixa 2.

### Ficha técnica
- Produção: Mauro Motta e Raul Seixas
- Arranjos: Ian Guest
- Fotos: Masaomi Mochizuki
- Desenhos: Horácio (Edy Star)